# Carden-Loyd-Tankette

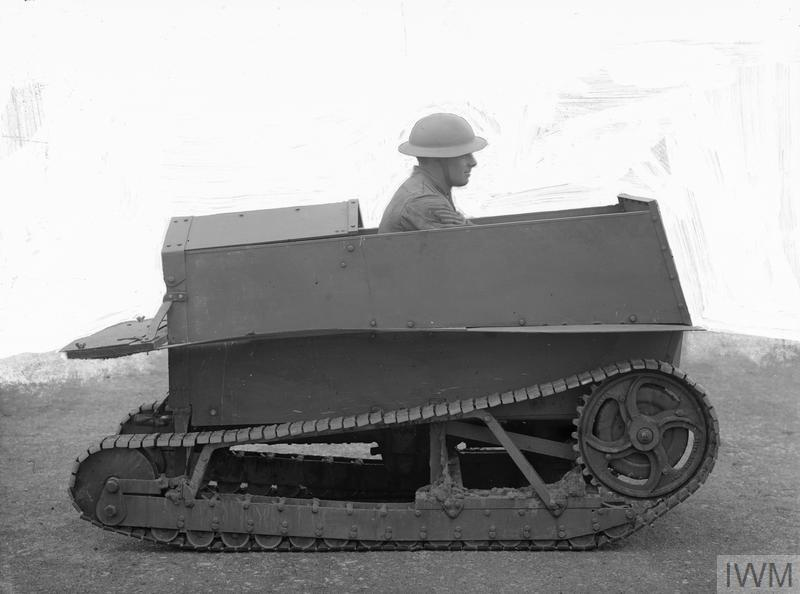
Frühe Version für einköpfige Besatzung

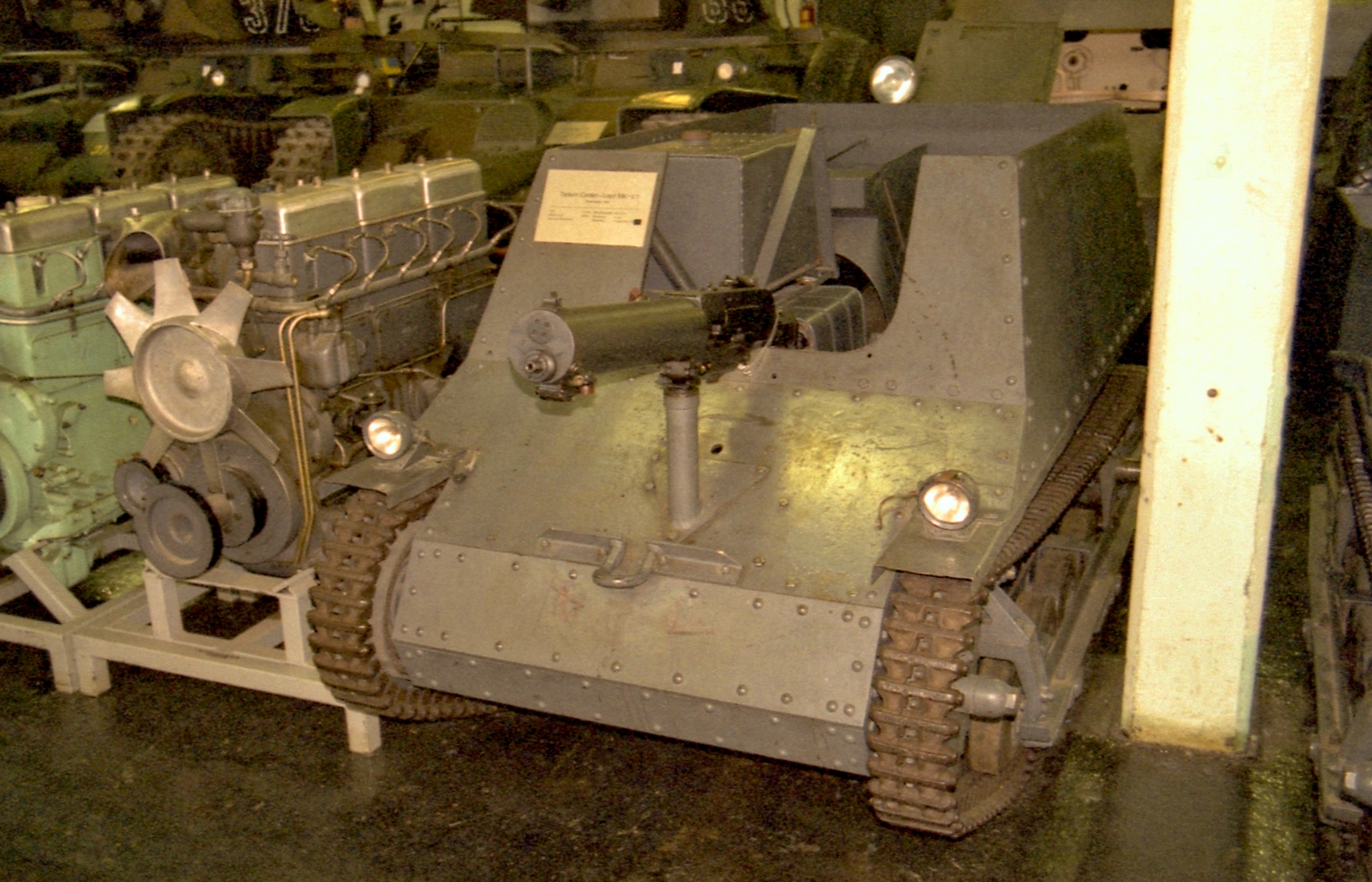
Carden-Loyd Mk.V*

Die Carden-Loyd-Tankette war ein britischer Kleinpanzer (Tankette) der 1920er- und 1930er-Jahre. Am erfolgreichsten war die Ausführung Mark VI, die als einzige in bedeutenden Stückzahlen gefertigt wurde. Die Grundkonstruktion wurde in zahlreichen Ländern in Lizenz gefertigt sowie weiterentwickelt und bildete die Basis für eine Vielzahl leicht gepanzerter Kampffahrzeuge.

## Entwicklung und Produktion
Anfang der 1920er-Jahre entstand die Idee des Einmannpanzers als kleinen Spähpanzer für die eigentlichen Kampfpanzer. Der britische Militärhistoriker Basil Liddell Hart propagierte diese Fahrzeuge als gepanzerte Infanterie. Der englische Pionier-Offizier und Panzerstratege Major Giffard LeQuesne Martel baute 1925 in seiner Garage einen Einmann-Panzer aus verschiedenen Einzelteilen und führte ihn dem War Office vor. Das Konzept sah vor, ein möglichst leichtes Fahrzeug zu verwenden, um einen schwachen aber günstigen Automobilmotor verwenden zu können. Das Fahrzeug sollte günstig sein, um es in Masse herstellen zu können. Das Ergebnis war ein Halbkettenfahrzeug, welches über hintere Räder gesteuert wurde. Der Fahrer/Schütze saß mittig im Fahrzeug hinter dem Motor. Die gepanzerte Kabine war nach oben offen.
Martel kam mit der Morris Motor Company zusammen und entwickelte dort seinen Prototyp zur Martel-Morris-Tankette weiter. Konkurrenz kam von Carden-Loyd Tractors Ltd, gegründet von John Carden und Vivian Loyd. Die Tankette Carden-Loyd Mk.I von 1925 war ebenfalls ein Einmannpanzer mit Halbkettenantrieb. Es stellte sich schnell heraus, dass der Fahrer nicht auch noch das Maschinengewehr bedienen konnte; die Martel-Morris-Tankette wurde deswegen auf eine zweiköpfige Besatzung umgestaltet. Das Gleiche passierte bei der Carden-Loyd-Tankette, die zusätzlich auf Vollkettenantrieb umgestellt wurde.
Die British Army beschaffte 1926 je acht Exemplare von Martel-Morris und Carden-Loyd für die Experimental Mechanized Force. Die Fahrzeuge von Carden-Loyd waren zunächst technisch nicht ausgereift und durchliefen mehrere Entwicklungszyklen. Ein großes Problem war die kurze Lebensdauer der Gleiskette. Bei der Tankette Carden-Loyd Mk.VI erreichten die gusseisernen Ketten 1000 km, was für damalige Zeit einen guten Wert darstellte. Das Fahrwerk wurde ebenfalls im Laufe der Zeit verbessert. Die Federung blieb ungenügend und die sehr straffe Abstimmung ermüdete die Besatzung. Carden-Loyd setzte sich durch: die britische Armee beschaffte in den Jahren 1929 bis 1930 250 Fahrzeuge in der Variante Mk.VI. Das Einsatzkonzept verschob sich von der Tankette zum Maschinengewehrträger. Auf Grundlage der Tankette Carden-Loyd Mk.VI entstand der britische Universal Carrier. Auch war die Tankette der Startpunkt der Entwicklung von verschiedenen Artilleriezugmaschinen.
Die Firma Vickers-Armstrongs, welche die CLT Ltd. 1928 übernommen hatte, produzierte und vermarktete die Carden-Loyd-Tankette in der Variante Mk.VI weltweit. Bis 1935 wurden etwa 450 Stück in der Variante Mk.VI hergestellt.
Die letzte Ausführung der Carden-Loyd Mk. VII (Testbezeichnung A4E1) besaß dann schon einen Drehturm und bildete den Übergang zu den Vickers Light Tanks.

## Technik
Das Fahrwerk der Kleinpanzer basierte mit Abwandlungen auf dem Fahrwerk von Carden und Loyd, das eigentlich für leichte Traktoren entwickelt worden war. Die Fahrzeuge waren turmlos; Waffenstand und Fahrzeugführer waren vorn in der Wanne untergebracht. Der Größe und Leistungsfähigkeit der Motoren angepasst, war die Panzerung mit maximal 9 mm im Frontbereich recht dünn und schützte lediglich vor Beschuss durch Handwaffen und gegen Splitterwirkung.

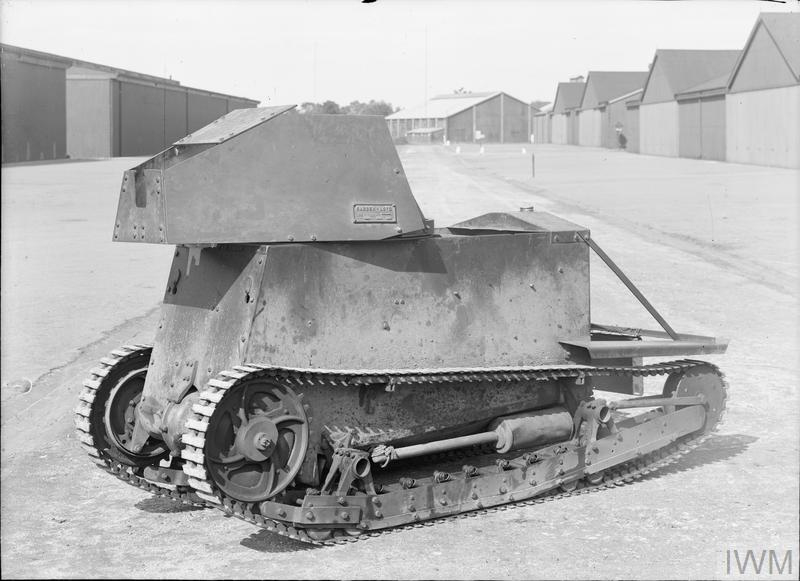
Einmann-Kampfwagen Carden-Loyd Mk.I
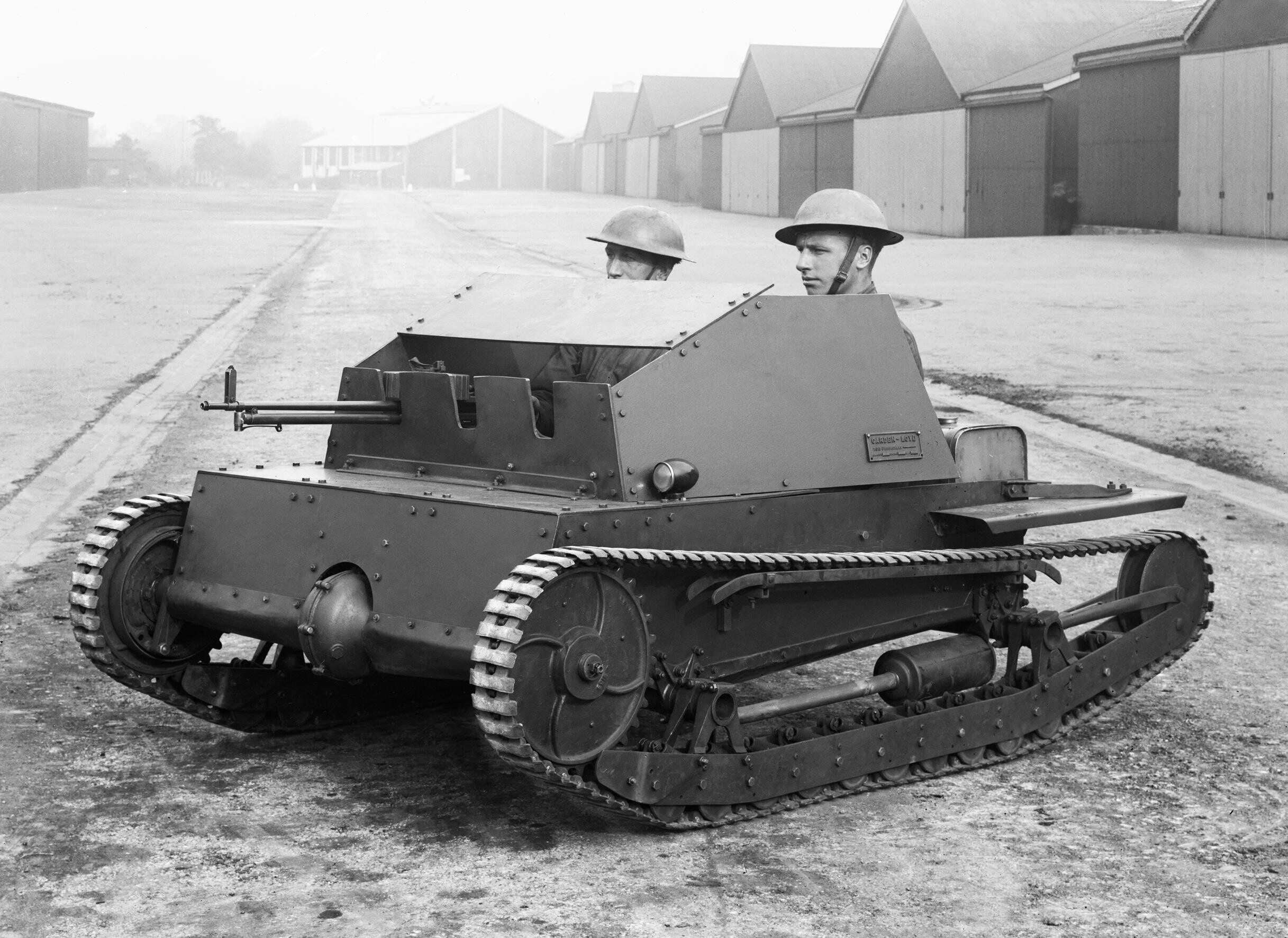
Zweimann-Kampfwagen Carden-Loyd Mk.II
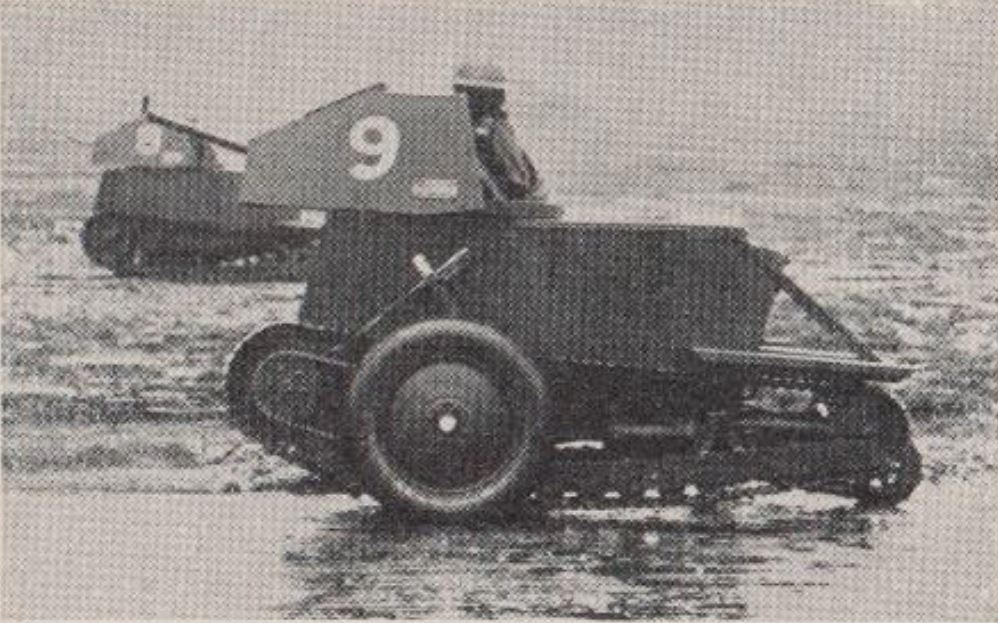
Einmann-Kampfwagen Carden-Loyd Mk.III
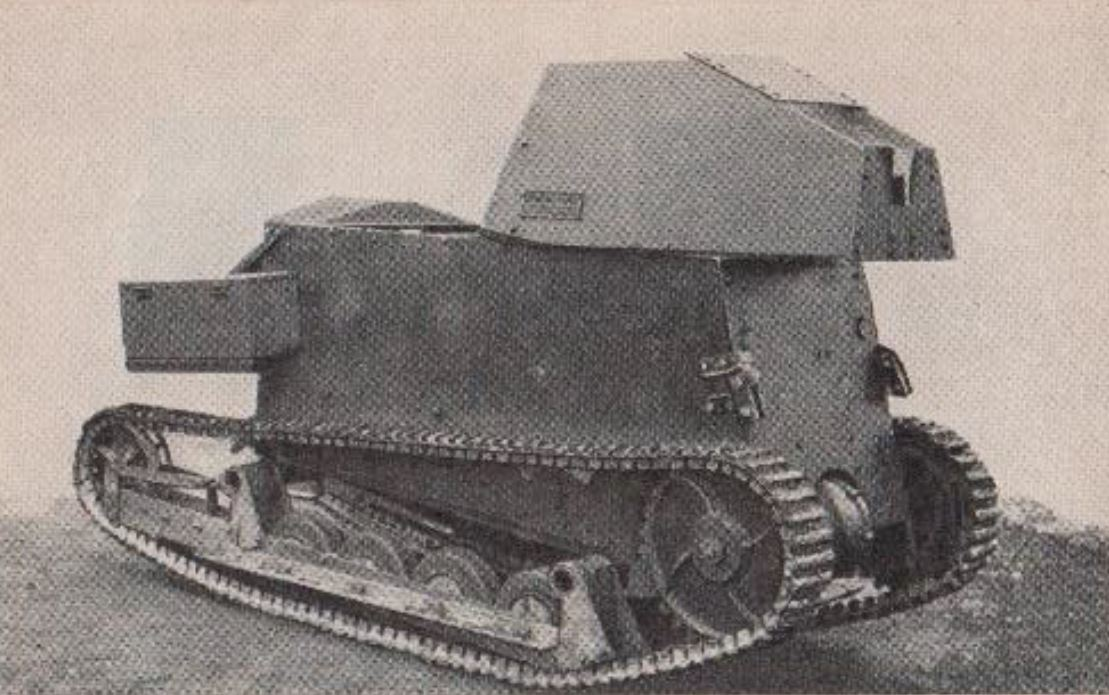
Einmann-Kampfwagen Carden-Loyd Mk.IV
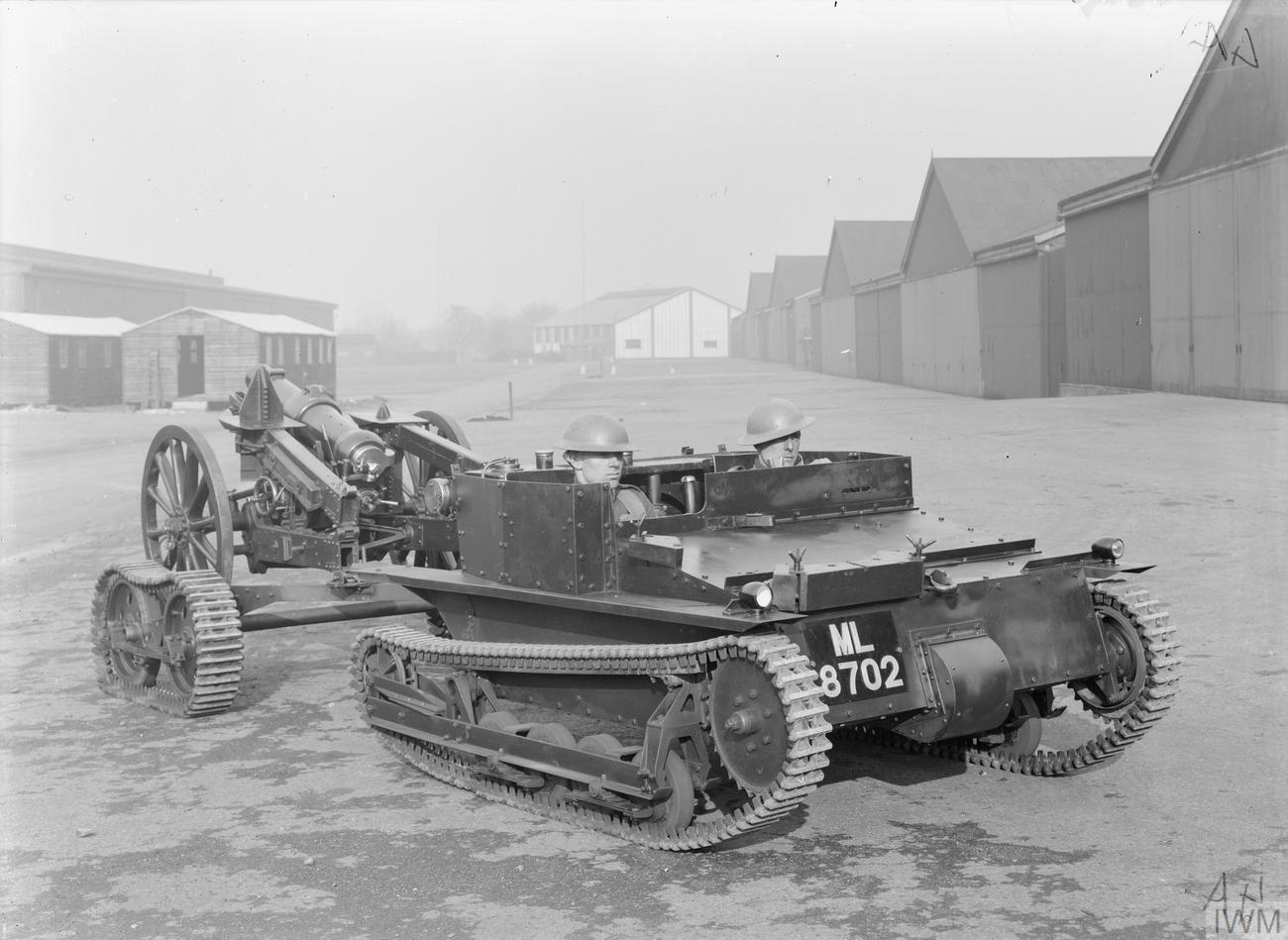
Zweimann-Kampfwagen Carden-Loyd Mk.VI
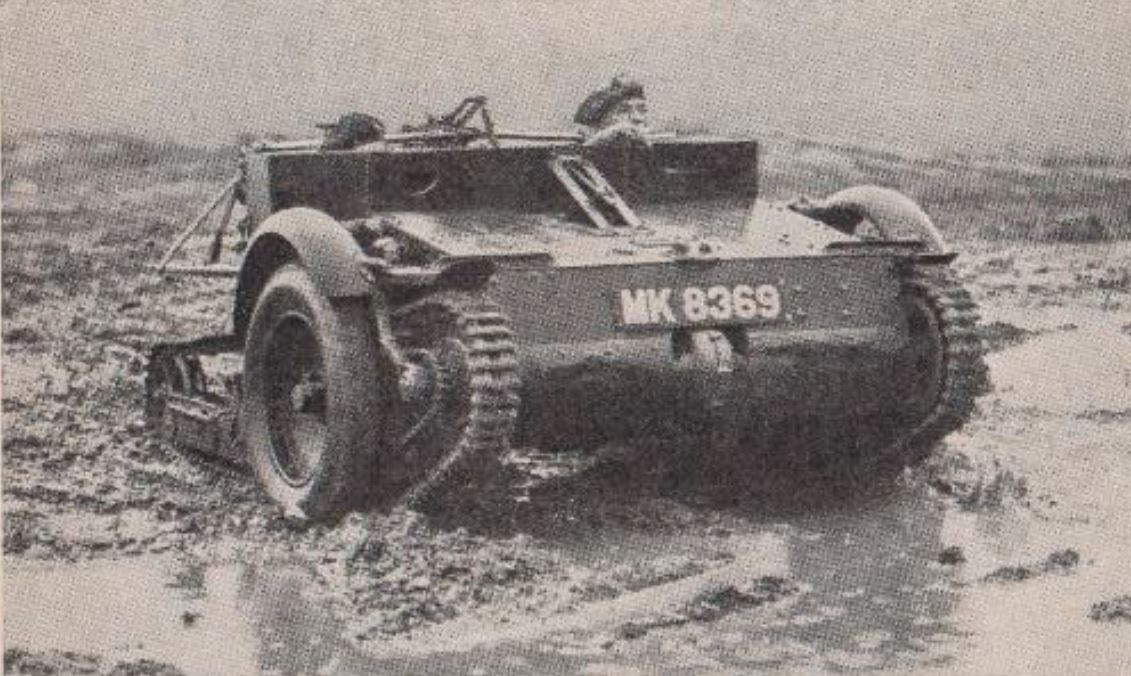
Zweimann-Kampfwagen Carden-Loyd Mk.V

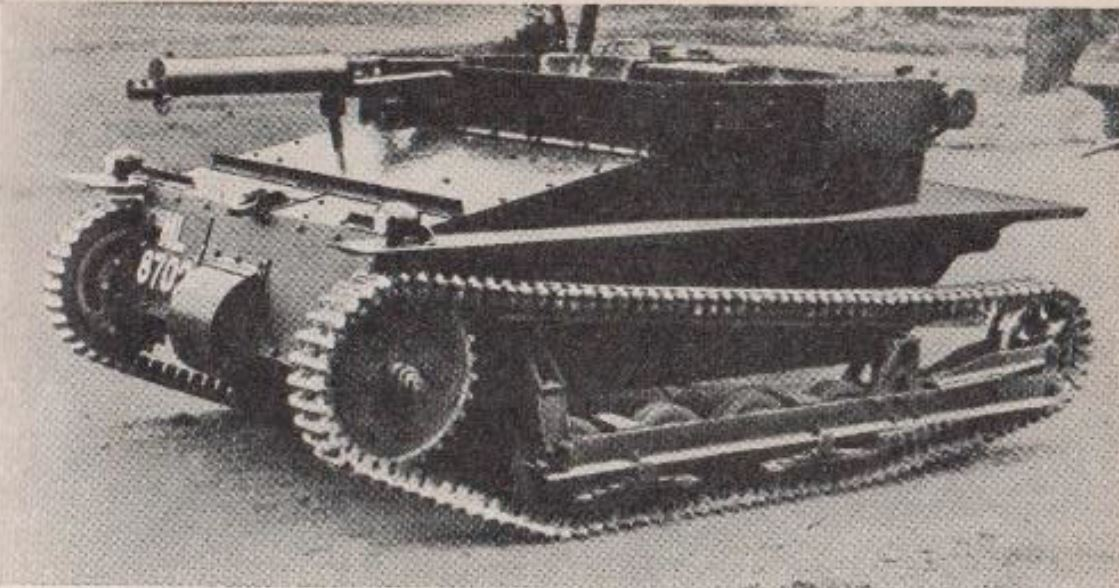
Kleinkampfwagen Carden-Loyd Mk.VI
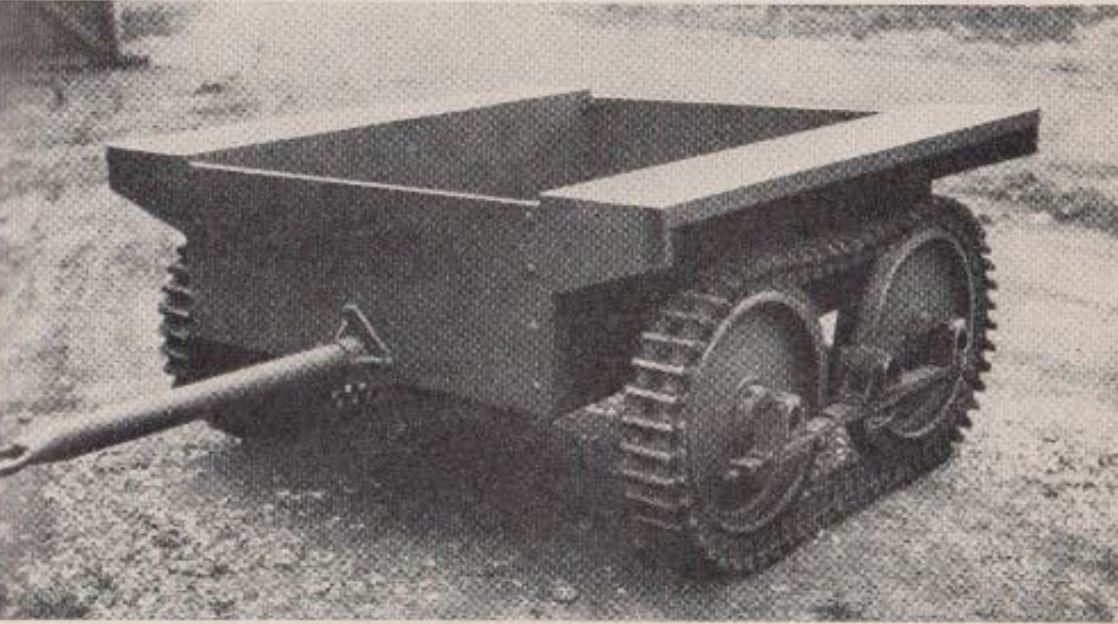
Raupenanhänger für Mk.VI
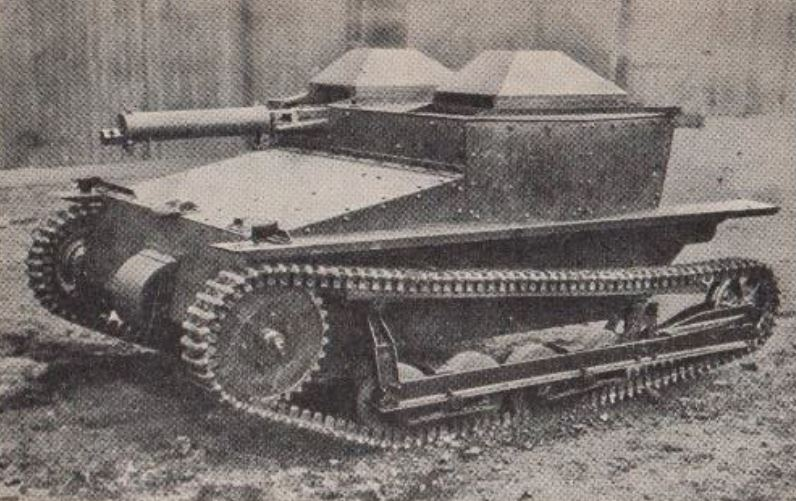
Kleinkampfwagen Carden-Loyd Mk.VI, alte Kopfpanzerung
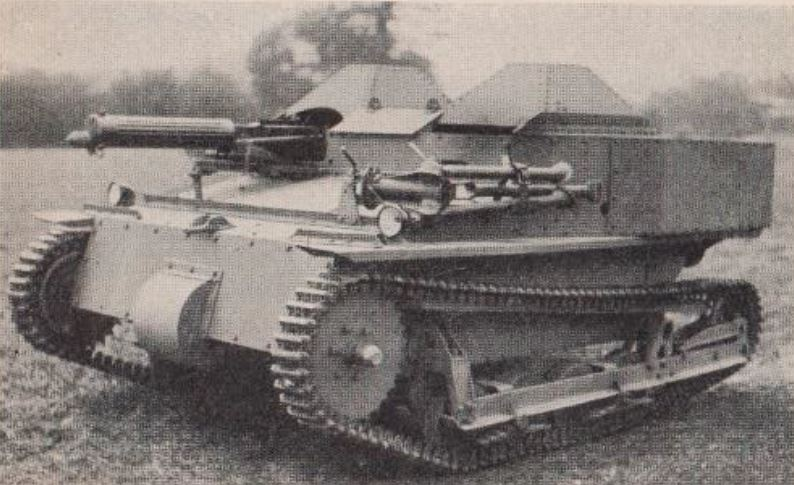
Kleinkampfwagen Carden-Loyd Mk.VI, neue Kopfpanzerung
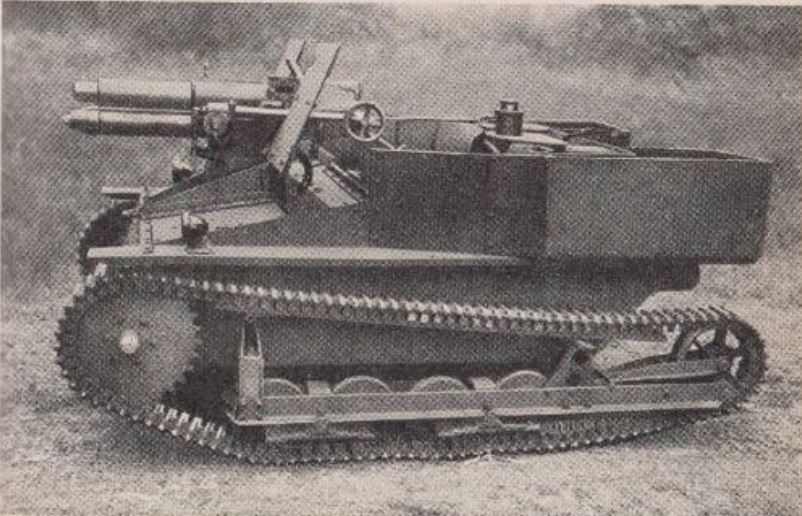
Kleinkampfwagen Carden-Loyd Mk.VI, Infanteriegeschütz
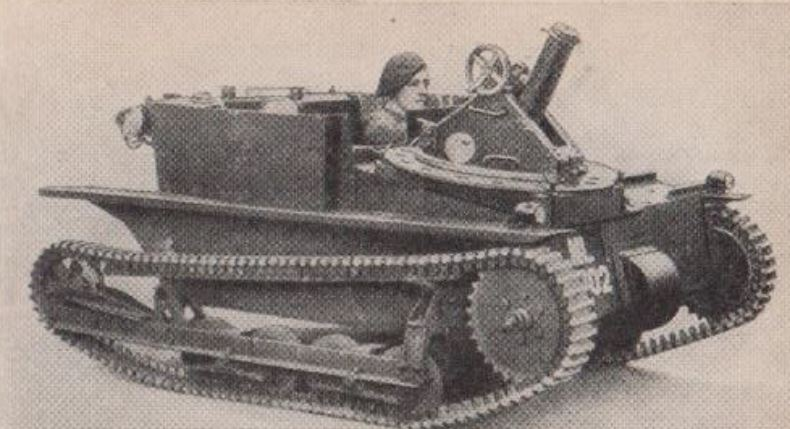
Kleinkampfwagen Carden-Loyd Mk.VI, Minenwerfer

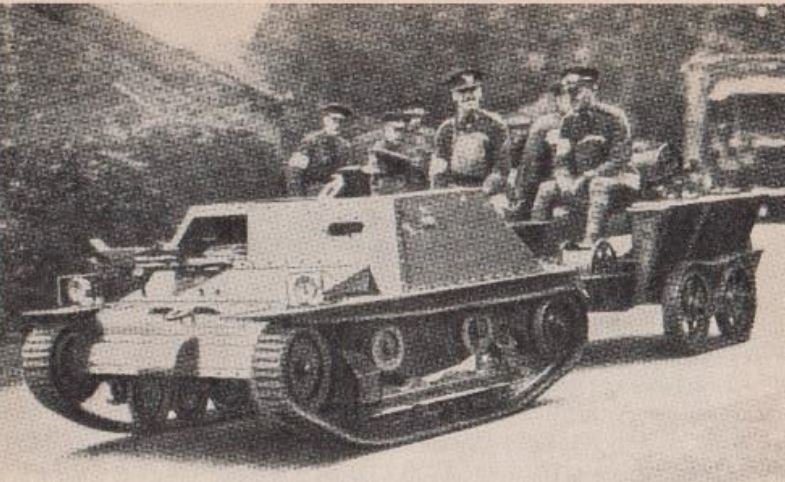
Kampfwagen Vickers-Carden-Loyd, Mk.VI b
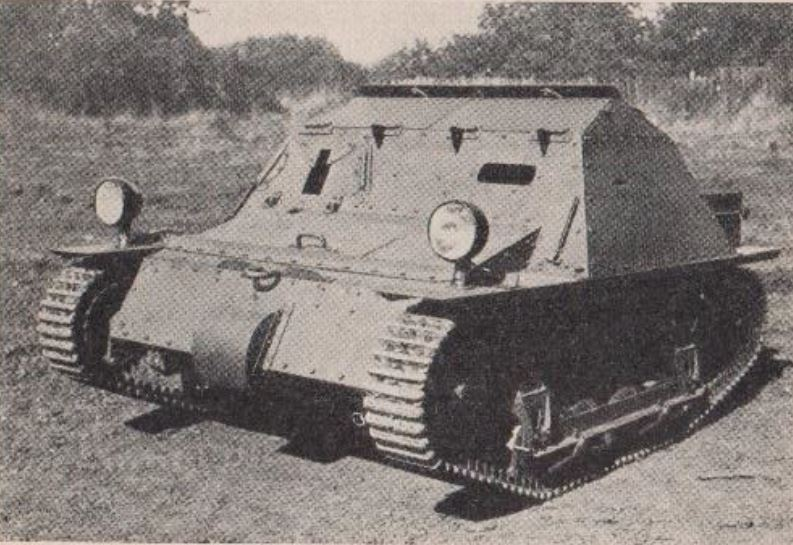
Kampfwagen Vickers-Carden-Loyd, Mk.VI b (Export)
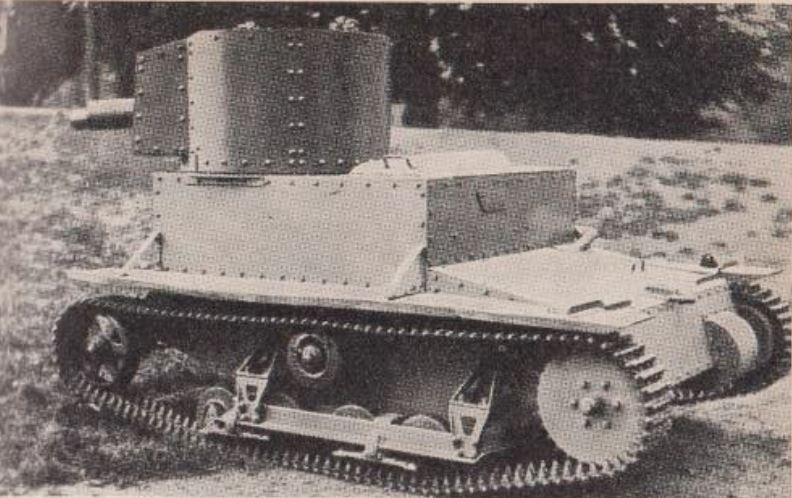
Patrouillen-Kampfwagen Vickers-Carden-Loyd Bauart I
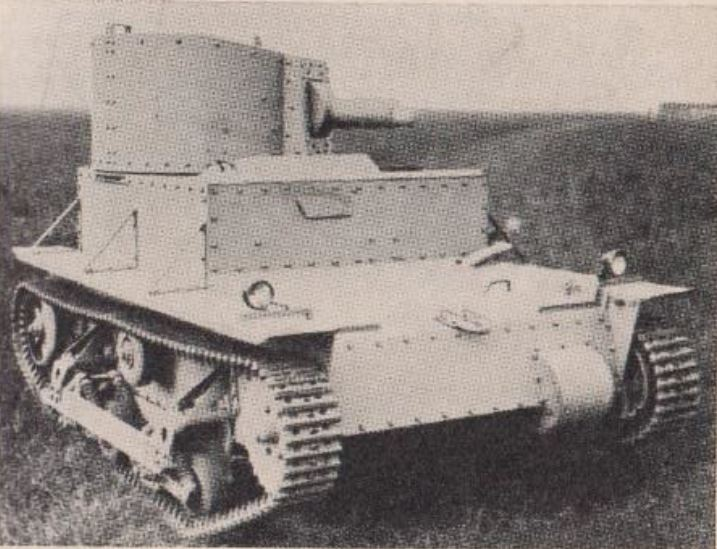
Patrouillen-Kampfwagen Vickers-Carden-Loyd Bauart II

## Internationaler Einsatz und Einfluss
Die Carden-Loyd-Tanketten waren Anfang der 1930er-Jahre weltweit verbreitet und wurden in verschiedenen Konflikten dieser Zeit eingesetzt. Sie bildeten auch die Grundlage für die verschiedensten Weiterentwicklungen, welche in größter Zahl produziert wurden.
Insgesamt gesehen erfüllten die Tanketten die in sie gesetzten Erwartungen nicht. Sie waren zu verwundbar und der fehlende Drehturm für die Bewaffnung machte sich negativ bemerkbar. Daher wurden sie Mitte der 1930er-Jahre durch die leichten Panzer ersetzt.
- Polen kaufte 1929 neun Mark-VI-Tanketten sowie die Produktionslizenz, baute zwei nach und entwickelte daraus seine eigenen TK-Tanketten (TK-1, TK-2, TK-3) woraus dann die TKS-Tankette hervorging.[6]
- Tschechoslowakei kaufte 1930 drei Mark-VI-Tanketten sowie die Produktionslizenz, verbesserte die Konstruktion und produzierte 74 Praga-Tančík-vz.33-Tanketten bei ČKD.
- Sowjetunion erwarb 20 Mark-VI-Tanketten,[11] die dort als K-25 bezeichnet wurden, sowie die Produktionslizenz. Das sowjetische Projekt wurde dann jedoch deutlich weiterentwickelt. Statt die Lizenzfertigung aufzunehmen, produzierten die Obuchow-Werke in Leningrad mit der T-27-Tankette eine deutlich modernisierte und vergrößerte Version. Zwischen 1931 und 1933 entstanden davon insgesamt 3.228 Einheiten.
- Bolivien kaufte 1931 zwei Carden Loyd Mark VIB. Sie wurden im Chacokrieg eingesetzt, wo sie sich als ungeeignet für das mit Unterholz bewachsene Gelände erwiesen.[12]
- Japan beschaffte sechs Mark-VIb-Tanketten. Die Armee entwickelte daraus später eine Tankette mit der Bezeichnung Typ 94 TK. Carden-Loyd-Tanketten im Dienst der Landstreitkräfte der japanischen Marine wurden mit einer leicht abgewandelten Panzerung versehen[13]. Sie trugen die Bezeichnung „Leichter Panzer Typ Ka“.[14][13]
- Italien erwarb im Jahre 1929 vier Carden Loyd Mark VI, fertigte eine 29 Kopien namens „CV-29“ und entwickelte diese Konstruktion dann zur L3/35 weiter.[2]
- Kanada beschaffte zwischen 1930 und 1931 zwei Lose zu je sechs Stück. Nachdem einer Auswertung durch das Regiment Princess Patricia’s Canadian Light Infantry sowie das Royal Canadian Regiment verwendete die kanadische Armee die Carden-Loyd-Tankette zu Ausbildungszwecken an der Canadian Armoured Fighting Vehicle School, bis modernere größere Panzer verfügbar wurden. Bis zur Ablösung der Tanketten 1938 durch leichte Panzer vom Typ Light Tank Mk VI bildeten sie zusammen mit einigen Panzerwagen die einzigen gepanzerten Fahrzeuge der kanadischen Armee. Als Kampffahrzeuge wurden die Tanketten in Kanada zu keinem Zeitpunkt eingesetzt.
- Die Niederlande beschaffte fünf Tanketten. Die Fahrzeuge kamen im Kampf gegen deutsche Fallschirmjäger bei der Invasion der Niederlande im Mai 1940 zum Einsatz.
- Frankreich beschaffte eine kleinere Stückzahl. Der unbewaffnete französische Transportpanzer Renault UE Chenillette basierte auf der Carden-Loyd-Konstruktion.[2]
- Belgien beschaffte ab 1934 verschiedene Varianten. Ein Teil wurde mit dem schweren 13,2-mm-Maschinengewehr Hotchkiss M1929 sMG ausgerüstet, was zum Panzer T13 führte. Ein anderer Teils wurde mit dem Panzerabwehrgeschütz Canon antichar de 47 mm modèle 1931 ausgestattet, woraus sich der Jagdpanzer T13 entwickelte.[15][16]
- Griechenland beschaffte vor 1935 eine geringe Anzahl.
- Thailand (damals Siam) erwarb 60 Fahrzeuge und setzte sie im Krieg gegen Frankreich ein
- Darüber hinaus setzten Chile, die chinesischen Nationalisten,[17] Finnland, Indien, Schweden sowie Portugal die Carden-Loyd-Tankette ein.
- Die Konstruktion des leichten deutschen Panzerkampfwagen I war über den Umweg der deutsch-sowjetischen Militärkooperation zwischen 1927 und 1933 durch die Carden-Loyd-Tankette beeinflusst.